# Alberto Ferreira
Alberto Ferreira (Lisboa, 5 de outubro de 1920 - 10 de dezembro de 2000) foi um professor, jornalista e escritor e comunista português.

## Biografia
Diplomado pela Escola de Regentes Agrícolas de Santarém,  Alberto Ferreira percorreu o país no exercício da sua profissão de técnico agrário.
Posteriormente, licenciou-se em Ciências Histórico-Filosóficas na Faculdade de Letras da Universidade de Lisboa.
Professor do ensino secundário a partir de 1974, passa a leccionar Cultura Portuguesa na Faculdade onde estudou, a partir de 1977.
Colaborou nas revistas Vértice e Seara Nova.
Militante do Partido Comunista Português, foi preso por motivos políticos pela Polícia Internacional e de Defesa do Estado em 1963.

## Obras publicadas
Alberto Ferreira publicou diversos ensaios e obras de ficção

### Ensaios
- 1954 - Condições Sociais do Pensamento Moderno
- 1959 - Diálogos com a Realidade
- 1962 - Da Filosofia para a História
- 1968-70 - Bom Senso e Bom Gosto - Questão Coimbrã
- 1971 - Perspectiva do Romantismo Português
- 1980 - Antologia de Textos da 'Questão Coimbrã'
- 1980 - Estudos da Cultura Portuguesa - Século XIX

### Ficção
- 1965 - Diário de Édipo
- 1974 - Crise
- 1998 - Viagem ao Reino da Mediocracia
- 1999 - Deambular ao Lusco Fusco